# Blang Cut (Lueng Bata)
Blang Cut is een bestuurslaag in het regentschap Banda Aceh van de provincie Atjeh, Indonesië. Blang Cut telt 1994 inwoners (volkstelling 2010).